# 丹·斯卡维诺
丹·斯卡维诺（1976年—）是一位美国政治顾问，在2016年唐納·川普競選美國總統中担任社交媒体总监。2024年11月13日，美国當選總統唐納·川普任命其为白宫办公厅副主任。